# Eliseo Morales Walter
Eliseo Morales Walter   (Iecla, 23 d'abril de 1898 - Barcelona, 5 de gener de 1993) fou un remer murcià de naixement, però català d'adopció, que va competir durant la dècada de 1920.
Membre del Reial Club Marítim de Barcelona, el 1924 va prendre part en els Jocs Olímpics de París, on disputà la prova del vuit amb timoner del programa de rem. En ella quedà eliminat en sèries. En el seu palmarès destaquen cinc Campionats d'Espanya i cinc de Catalunya (1923-27).